# Tupíjské jazyky
Tupíjské jazyky neboli jazyková rodina tupí jsou rodinou jazyků, kterými mluví domorodí obyvatelé Jižní Ameriky, konkrétně v Amazonii, na východním pobřeží Brazílie, v Peru, Bolívii, Paraguayi a Francouzské Guayaně.
Do rodiny se řadí okolo 70 jazyků. Nejvýznamnější skupinou tupíjské rodiny je skupina tupí-guaraní, kam patří guaranština, jíž mluví okolo 7 miliónů lidí a v Paraguayi a Bolívii požívá statusu úředního jazyka. Dalšími tupíjskými jazyky mluví dnes daleko méně lidí: jazyk cocama v Peru má 19 000 mluvčích, jazykem chiriguano v Bolívii obcuje přibližně 20 000 lidí; ostatní jazyky mají tisíce či stovky mluvčích.
V minulosti se některé tupíjské jazyky (respektive jejich zjednodušené formy) používaly v Brazílii jako lingua franca (všeobecný dorozumívací prostředek) mezi misionáři a domorodým obyvatelstvem.
Jeden z vymřelých jazyků, tupinambština, je zdrojem mnoha slov z oblasti pojmenování jihoamerické fauny a flóry v portugalštině, odkud se tato slova šířila i do dalších evropských jazyků. Z těchto slov v češtině používáme třeba slova jaguár či tamarín.